# Мендес, Шон
Шон Пи́тер Рау́ль Ме́ндес (англ. Shawn Peter Raul Mendes; род. 8 августа 1998) — канадский певец, автор песен и модель. Приобрёл известность в 2013 году благодаря кавер-версиям, которые размещал на платформе Vine. В 2014 году начал работать с арт-менеджером Эндрю Гертлером и звукозаписывающим лейблом Island Records, одноимённый мини-альбом «The Shawn Mendes EP» был выпущен в том же году. В 2015 году в свет вышел дебютный студийный альбом «Handwritten», покоривший вершину американского Billboard 200. Сингл «Stitches» занял первое место в Великобритании и вошёл в топ-10 в США и Канаде.
Второй альбом «Illuminate» (2016) также дебютировал на первом месте в США, а синглы «Treat You Better» и «There’s Nothing Holdin’ Me Back» вошли в топ-10 в нескольких странах. Третий студийный альбом был выпущен в 2018 году, ведущим синглом стала композиция «In My Blood». В 2019 году он в свет вышли синглы «If I Can't Have You» и «Señorita», последняя из которых достигла вершины американского хит-парада Billboard Hot 100. Его четвёртый студийный альбом «Wonder» (2020) сделал его самым молодым исполнителем мужского пола, когда-либо возглавлявшим Billboard 200 с четырьмя студийными альбомами.
Среди наград Мендеса 13 премий SOCAN, 10 MTV Europe Music Awards, восемь Juno Awards, восемь iHeartRadio MMVAs, две American Music Awards, а также три номинации на премию Grammy и одна на премию Brit Awards. В 2018 году американский журнал Time назвал его одним из 100 самых влиятельных людей мира в своём ежегодном списке.

## Ранние годы
Мендес родился в Торонто, Онтарио, Канада, в семье Карен Рэймент, агента по недвижимости, и Мануэля Мендеса, бизнесмена. Его отец — португалец (из Алгарви), а мать — англичанка. У него есть младшая сестра по имени Алия. Мендес вырос в Пикеринге, Онтарио, где учился в школе Пайн-Ридж.

## Карьера
Мендес начинал с того, что делал кавер-версии известных песен и размещал их в Vine, благодаря чему приобрёл немало поклонников. Его часто сравнивали с Эдом Шираном и Джастином Бибером. Позже Мендес участвовал в туре MagCon вместе с другими молодыми исполнителями, прославившимися благодаря социальным сетям. В 2014 году Шон подписал контракт с лейблом Island Records, в том же году выпустил дебютный сингл «Life of the Party». Хотя американские радиостанции поначалу её проигнорировали, песня 15-летнего певца всё же оказалась на 24-м месте в хит-параде Billboard Hot 100, что сделало Мендеса самым молодым исполнителем, чей дебютный сингл попал в число 25 лучших. Песня вышла также в The Shawn Mendes EP, составленного из четырёх композиций, который продался в количестве свыше 100 тысяч копий и достиг пятой строчки в хит-параде Billboard.
Полноценный дебютный альбом Мендеса, Handwritten, вышел 14 апреля 2015 года, вскоре после сингла «Something Big». Альбом хорошо продавался и дебютировал на первой строчке хит-парадов Канады и США. В 2015 году песня Мендеса «Believe» вошла в саундтрек фантастического мюзикла канала Disney «Наследники». В мае-октябре 2015 года Мендес выступал на разогреве у Тейлор Свифт на её концертах в Северной Америке в рамках мирового тура «1989».

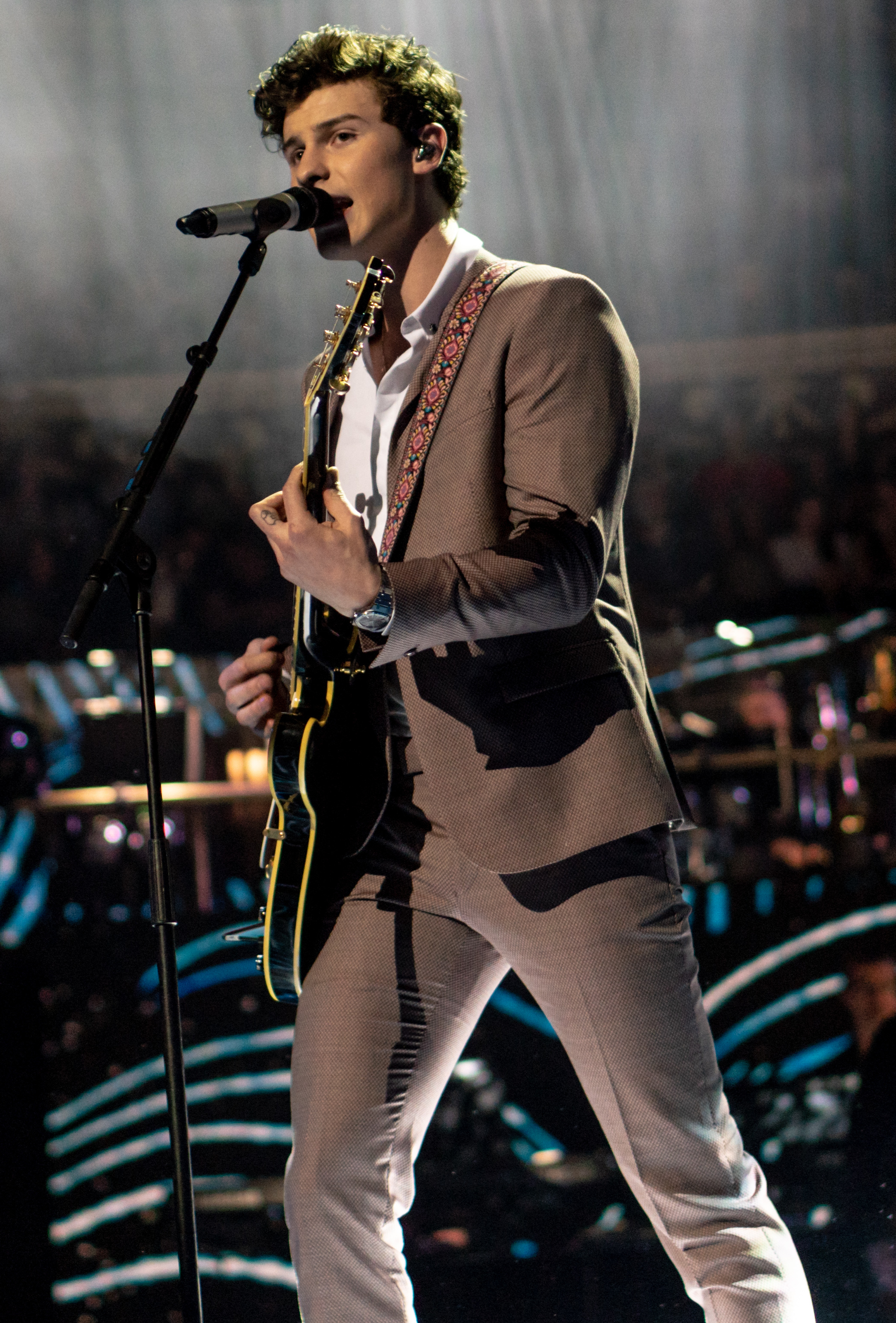
Мендес в апреле 2018 года

20 ноября 2015 года дебютный альбом Мендеса был переиздан под названием Handwritten Revisited. В него вошло пять концертных записей и четыре новых песни, включая композицию «I Know What You Did Last Summer», написанную и исполненную Шоном в паре с Камилой Кабелло из группы Fifth Harmony. В январе 2016 года Мендес сыграл эпизодическую роль в телесериале «Сотня», где исполнил песню «Add It Up» группы Violent Femmes. Тогда же его сингл «Stitches» достиг первой строчки в британском хит-параде. Также в январе 2016 года Шон заключил контракт с модельным агентством Wilhelmina. В марте 2016 года Мендес отправился в новый концертный тур по Северной Америке и Европе в качестве хедлайнера.
В 2016 году вышел второй студийный альбом Illuminate, который дебютировал на первых позициях в США и Канаде.
22 марта 2018 года был выпущен сингл «In My Blood», а после него песня «Lost in Japan». 25 мая 2018 года выходит третий альбом Мендеса под названием Shawn Mendes, в который вошли 14 композиций. Сразу после выхода альбом занял первую позицию в чартах Австрии, Бельгии, Канады, Нидерландов, Испании, США и Швейцарии.
С 7 марта 2019 года у Шона Мендеса начался тур «Shawn Mendes: The Tour» в поддержку третьего альбома. Первый концерт прошел в Амстердаме, а последний будет проходить 21 декабря 2019 года в Мехико. В ходе тура пройдет всего 104 шоу, из которых 27 в Европе, 49 в Северной Америке, 7 в Азии, 9 в Океании и 12 в Латинской Америке.
3 мая 2019 года вышел сингл «If I Can't Have You», анонс которого Мендес опубликовал 1 мая в своих социальных сетях. Сингл попал на 2-ю строчку Billboard Hot 100. Он также вошел в топ-10 в Австралии и Великобритании. 21 июня 2019 года он выпустил сингл «Señorita» совместно с кубинской певицей Камилой Кабельо. Песня заняла 2-ю строчку в Billboard Hot 100 и знаменует собой второе сотрудничество Мендеса и Кабельо после их совместного сингла «I Know What You Did Last Summer». 26 августа 2019 года сингл «Señorita» достиг 1-й строчки в чарте Hot 100. Третий студийный альбом Shawn Mendes был выпущен 27 июля 2019 года.
30 сентября 2020 года Мендес заявил, что его четвёртый студийный альбом Wonder будет выпущен 4 декабря, а главный сингл альбома будет выпущен 2 октября. Сингл «Wonder» дебютировал под номером 18 в Billboard Hot 100. 13 октября Мендес объявил, что документальный фильм под названием In Wonder, повествующий о последних нескольких годах его жизни, выйдет на Netflix 23 ноября. 16 ноября 2020 года Мендес объявил о совместном сингле с Джастином Бибером под названием «Monster». Сингл был выпущен 20 ноября 2020 года.

## Личная жизнь
На вопрос о своей ориентации, Мендес заявил:
Во-первых, я не гей. Во-вторых, это не должно иметь никакого значения. Людей должна интересовать моя музыка, а не моя сексуальная ориентация.
С 2017 по 2018 год состоял в отношениях с американской моделью Хейли Бибер.
С июля 2019 состоял в отношениях с певицей Камилой Кабельо Однако, их отношения стали предметом споров, их обвинили в попытке создать фальшивую пару для коммерческого успеха их музыкальной карьеры, Мендес же со своей стороны настаивал, что их отношения «определенно не рекламный трюк». В ноябре 2021 года пара объявила о расставании.

## Дискография

### Студийные альбомы
- Handwritten (2015)
- Illuminate (2016)
- Shawn Mendes (2018)
- Wonder (2020)
- Shawn (2024)

## Туры

### Хэдлайнинг
- Shawn's First Headlines (2014–2015)
- Shawn Mendes World Tour (2016)
- Illuminate World Tour (2017)
- Shawn Mendes: The Tour (2019)
- Wonder: The World Tour (2022-2023)

### Со-хэдлайнинг
- Jingle Ball Tour 2014 (с другими артистами) (2014)
- Jingle Ball Tour 2015 (с другими артистами) (2015)
- Jingle Ball Tour 2018 (с другими артистами) (2018)

### На разогреве
- Austin Mahone: Live on Tour (Остин Махоун) (Северная Америка) (2014)
- The 1989 World Tour (Тейлор Свифт) (Северная Америка) (2015)